# Escalade mixte

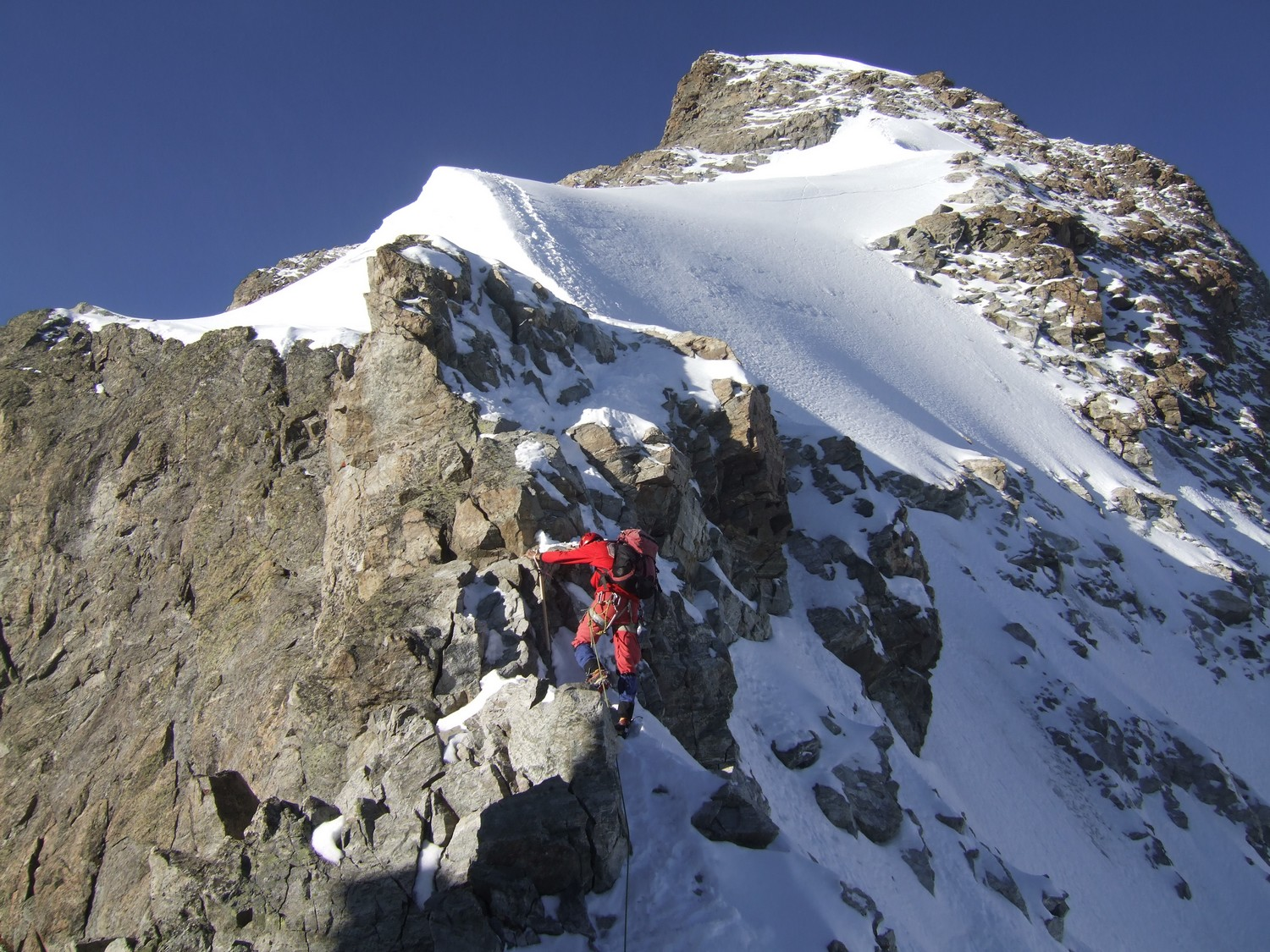
Ascension en terrain mixte du pic Oriental de La Meije.

L'escalade mixte ou le mixte est une méthode de progression en escalade qui utilise des crampons et des piolets pour grimper dans un environnement composé de glace, de verglas et de rocher,. Cette technique d'alpinisme est utilisée sur des terrains délicats en altitude et exposés à l'ombre qui caractérisent les faces nord et les goulottes,,.

## Technique
En constante évolution, la technique repose sur l'ancrage des piolets et des crampons dans la glace mais aussi sur des coincements de lame pour progresser sur les rochers, alternant entre méthode de progression classique en mixte et dry-tooling. L'assurage utilise à la fois des  broches à glace, des coinceurs, des pitons voire des dégaines sur spits dans les zones équipées.

## Cotation

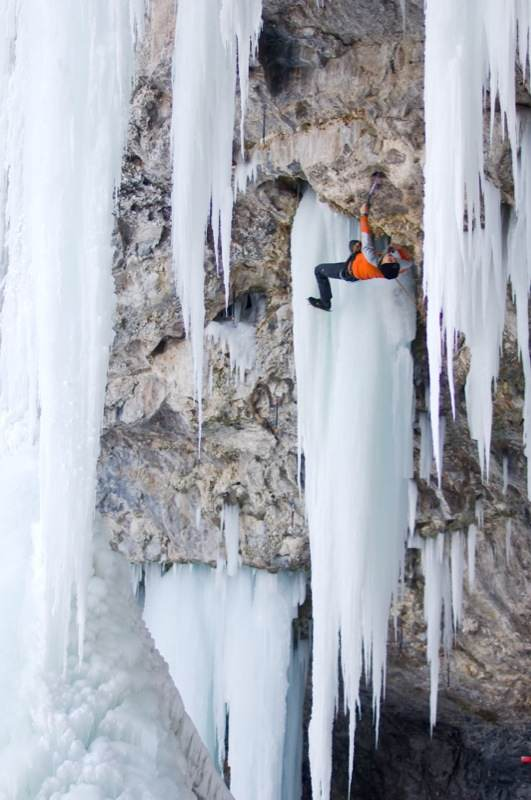
Rich Purnell alternant cascade de glace et dry-tooling sur une voie cotée M9.

La cotation mixte correspond à la difficulté maximale de l'escalade en terrain mixte avec des passages mixtes où le grimpeur évolue dans des zones de rocher, de neige et de glace mêlés avec un équipement adapté à l'escalade glaciaire (crampons et piolet).
L'échelle de cotation de l'escalade mixte est encore trop récente pour en faire ressortir les critères essentiels de difficulté. Elle monte de M1 à M12 par demi-degrés représentés par un "+". On peut la résumer ainsi :
- M1-M3 : Facile, peu pentu. L'utilisation de piolet(s) n'est pas obligatoire
- M4 : Le grimpeur se tient verticalement et peut avoir recours aux techniques du dry-tooling.
- M5 : Quelques sections verticales.
- M6 : Vertical à légèrement déversant
- M7 : Déversant. Dry-tooling difficile. Moins de 10 m d'escalade difficile.

Généralement, le mixte au-delà de M6/M7 n'est pas rencontré en montagne et il est donc spécifique au dry-tooling.